# TuS Kriftel
Die TuS Kriftel (Turn- und Sportgemeinde von 1884 Kriftel e. V.) ist ein Sportverein in Kriftel (Rhein-Main-Gebiet) und wurde 1884 gegründet. Der Verein besteht aus sechs Abteilungen und hat ca. 2200 Mitglieder.

## Volleyball
Ein Aushängeschild der TuS Kriftel ist die Volleyballabteilung mit fünf Männer-, vier Frauen- und zahlreichen Jugendmannschaften. Sie wurde 1968 gegründet und hat derzeit über 400 Mitglieder. Die erste Männermannschaft spielt aktuell in der Zweiten Bundesliga und zwischen 1990 und 1994 sogar drei Spielzeiten in der Ersten Bundesliga.
Nach dem Abstieg 2013 in die Regionalliga Südwest wurde man 2014 Vizemeister und schaffte den sofortigen Wiederaufstieg in die Dritte Liga Süd. Seit der 2019 spielt die 1. Männer-Mannschaft der TuS wieder in der 2. Bundesliga Süd und feierte mit der Vizemeisterschaft 2024/25 einen großen Erfolg. Insgesamt geht die TuS Kriftel in der Saison 2025/26 in seine 18. Spielzeit in der 2. Bundesliga seit dem erstmaligen Aufstieg 1984.
Schwerpunkt der Abteilung ist zudem die zielgerichtete und leistungsorientierte Jugendarbeit. Ergebnis dieser war unter anderem 2013 der Deutsche Meistertitel der männlichen U16. Seitdem landeten die männlichen Jugendmannschaften insgesamt neun weitere Male auf dem Treppchen bei deutschen Meisterschaften. Auch 2025 konnte die U18 der TuS Kriftel auf der Deutschen Meisterschaft die Bronzemedaille feiern.
Auch die Senioren sind sehr erfolgreich und wurden u. a. im Jahr 2001 Deutscher Vizemeister.

### Bekannte ehemalige Spieler
- Marek Banasiewicz, Nationalspieler Großbritannien[5]
- Ivan Batanov, dt. Junioren-Nationalspieler
- Hauke Braack, dt. Nationalspieler, mehrfacher dt. Meister und Pokalsieger, Volleyballer des Jahres 1988
- Volker Braun, dt. Nationalspieler[6]
- Jan Breburda, dt. Junioren-Nationalspieler, U18-Europameister
- Gabor Csontos, 45-maliger dt. Nationalspieler, Volleyballer des Jahres 1987
- Jorge Elgueta, arg. Nationalspieler, Teilnehmer Olymp. Spiele 2004[7]
- Lars-Björn Freier, dt. Beachvolleyballmeister 1992, Nationalspieler Halle und Beach
- Peter Hassenpflug, dt. Nationalspieler
- Christian Hesse, dt. Junioren-Nationalspieler[8]
- Oliver Heitmann, EM-Teilnehmer 1993, 111-maliger dt. Nationalspieler
- Josip Josipovic, belgischer Meister und Pokalsieger[9]
- Louis Kunstmann, dt. Junioren-Nationalspieler
- Joscha Kunstmann, dt. Junioren-Nationalspieler
- Holger Kleinbub, EM-Teilnehmer 1999, 140-maliger dt. Nationalspieler, Volleyballer des Jahres 2000
- Arnd Ludwig, Jugend- und Juniorennationalspieler, Frauen-Nationaltrainer Kanada
- Christoph Naumann dt. Nationalspieler
- Igor Prieložný, Vize-Europameister 1985, WM-Teilnehmer 1978, slowakischer Nationalspieler
- Jan Röling, Jugend- und Juniorennationalspieler
- Alejandro Romano, arg. Nationalspieler, Teilnehmer Olymp. Spiele 1996[10]
- Igor Runow, Europameister 1987 & 1991, Vize-Weltmeister 1986, Nationalspieler UdSSR
- Markus Scharhag, dt. Nationalspieler
- Christian Tiemann dt. Beachvolleyballmeister 1992
- Stefan Thiel, dt. Junioren-Nationalspieler

## Handball
Der Verein ist seit 1923 auch im Handball vertreten. Die Handballmannschaften werden zusammen mit dem TV Hofheim gebildet und im männlichen Bereich unter dem Namen MSG Schwarzbach geführt.
Die Frauen des TuS Kriftel spielten in der Saison 2015/16 und 2017/18 jeweils eine Saison in der 3. Liga.
Die weibliche A-Jugend des TuS Kriftel spielte in der Saison 2024/25 in der Jugendbundesliga.
Die C-Jugend der MSG Schwarzbach spielt in der Regionalliga 1 des HHV (Stand Saison 2024/25). Die weibliche C-Jugend der TuS Kriftel spielt in der Regionalliga 1 des HHV (Stand Saison 2024/25) und wurde drittbeste Mannschaft in Hessen. Dadurch ist die wC der TuS Kriftel auch in der Saison 2025/26 in der Regionalliga vertreten.

## Breiten- und Fitnesssport (BuF)
Der Breiten- und Fitnesssport ist die Turngemeinschaft der TuS. Beim BuF kann von Kleinkindern bis hin zu älteren Leuten jeder mitmachen. Für die Kleinen gibt es folgende Angebote: Die Pampas-Liga (1 bis 3 Jahre), die Purzeltruppe (3 bis 6 Jahre) sowie Fit for kids (6 bis 15 Jahre). Für die Erwachsenen gibt es folgende Programme: Fit for ever, Rücken-Fitness, Fitness-Yoga und Frühsport.
Die BuF veranstaltet auch Feiern und Umzüge. Dazu zählt der Kerbe-Umzug von Kriftel, die Faschingsfeier, die Nikolausfeier und der Tag der offenen Tür, dort können Eltern den Kindern beim Turnen zuschauen.

## Weitere Sportarten
Bei der TuS Kriftel gibt es noch die weiteren Abteilungen Tischtennis, Leichtathletik und Rhythmische Sportgymnastik.

### Tischtennis
Die 1. Herrenmannschaft der Tus Kriftel spielt in der Hessenliga.

### Leichtathletik
Die TuS Kriftel bietet Kinderleichtathletik an sowie Athletik für Männer.

### Rhythmische Sportgymnastik
Es wird Rhythmische Sportgymnastik angeboten, hauptsächlich für Mädchen, aber auch für Jungs.